# فلورانس باورل-روبر
فلورانس باورل-روبر (فرانسوی: Florence Baverel-Robert‎؛ زادهٔ ۲۴ مه ۱۹۷۴) ورزشکار ورزش دوگانه اهل فرانسه است.
وی همچنین برندهٔ جوایزی همچون لژیون دونور (شوالیه) شده‌است.
وی در مسابقات کشوری و بین‌المللی در مجموع برندهٔ ۱ مدال طلا، ۵ مدال نقره، ۵ مدال برنز شده‌است.